# Episodi di Winx Club (quarta stagione)

Le Winx in forma Believix nell'episodio Un mondo virtuale.

La quarta stagione della serie animata Winx Club è stata trasmessa divisa in due parti: i primi tredici episodi sono andati in onda su Rai Due dal 15 aprile al 13 maggio 2009, mentre gli altri tredici dal 14 ottobre al 13 novembre 2009.
| Nº | Titolo italiano           | Prima TV Italia  |
| -- | ------------------------- | ---------------- |
| 1  | I cacciatori di fate      | 15 aprile 2009   |
| 2  | L'albero della vita       | 17 aprile 2009   |
| 3  | L'ultima fata della Terra | 20 aprile 2009   |
| 4  | Love & Pet                | 22 aprile 2009   |
| 5  | Il regalo di Mitzi        | 24 aprile 2009   |
| 6  | Una fata in pericolo      | 27 aprile 2009   |
| 7  | Winx Believix             | 29 aprile 2009   |
| 8  | Il Cerchio Bianco         | 1º maggio 2009   |
| 9  | Nebula                    | 4 maggio 2009    |
| 10 | La canzone di Musa        | 6 maggio 2009    |
| 11 | Winx Club per sempre!     | 8 maggio 2009    |
| 12 | Papà! Sono una fata!      | 11 maggio 2009   |
| 13 | L'attacco degli stregoni  | 13 maggio 2009   |
| 14 | 7: il numero perfetto     | 14 ottobre 2009  |
| 15 | Lezioni di magia          | 16 ottobre 2009  |
| 16 | Un mondo virtuale         | 19 ottobre 2009  |
| 17 | L'isola incantata         | 21 ottobre 2009  |
| 18 | La furia della natura     | 26 ottobre 2009  |
| 19 | Nel regno di Diana        | 28 ottobre 2009  |
| 20 | I Doni del Destino        | 30 ottobre 2009  |
| 21 | La caverna di Sibylla     | 2 novembre 2009  |
| 22 | La torre gelata           | 4 novembre 2009  |
| 23 | La prova di Bloom         | 6 novembre 2009  |
| 24 | Il giorno della giustizia | 9 novembre 2009  |
| 25 | Il segreto di Morgana     | 11 novembre 2009 |
| 26 | Ghiaccio e fuoco          | 13 novembre 2009 |

## I cacciatori di fate
Le Winx, dopo aver restituito la vita al regno di Domino spezzando così la maledizione delle Tre Streghe Antenate, diventano professoresse di winxologia ad Alfea, dove Faragonda consegna loro un libro sul potere Believix, il nuovo livello magico che devono acquisire. Improvvisamente quattro stregoni attaccano Alfea e cercano di assorbire i poteri di Bloom, credendo che sia l'ultima fata della Terra, ma non ci riescono perché la ragazza in realtà è una fata di Domino. All'arrivo dei professori gli stregoni scappano e Faragonda incarica le Winx di trovare l'ultima fata della Terra prima degli stregoni, altrimenti diventeranno così potenti che nessuno sulla Terra potrà fermarli.

## L'albero della vita
Le Winx si dirigono al villaggio delle Pixie dalla regina Ninfea per sapere, tramite l'albero della vita, dove si trova l'ultima fata della Terra. Durante la notte, però, vengono attaccate da uno spaventoso mostro, che sconfiggono, scoprendo poi che era stato creato da una farfalla magica in grado di rendere i sogni reali, in questo caso quelli della piccola Piff. Giunte da Ninfea, scoprono che l'ultima fata terrestre vive a Gardenia.

## L'ultima fata della Terra
Le Winx ricevono da Faragonda il permesso di saltare tutte le lezioni del quarto anno finché non troveranno e porteranno al sicuro l'ultima fata terrestre. Arrivate a Gardenia, dove si stabiliscono a casa di Mike e Vanessa, le ragazze cercano un posto di lavoro, ma senza successo, fino al momento in cui vengono assunte come magazziniere di un famoso negozio di giocattoli: qui Flora trova dei dolci pupazzi destinati al macero ai quali da vita trasformandoli in allegre creature alate. Così le ragazze decidono di aprire un negozio di cuccioli fatati affinché i terrestri tornino a credere nella magia. Mentre sono in città, le Winx percepiscono l'aura della fata terrestre, una giovane ragazza di nome Roxy che possiede un cane di nome Artù e inconsapevolmente ha il controllo sugli animali. Non riconoscendo la natura benevola del suo potere però, pensano che si tratti della magia degli Stregoni del Cerchio Nero e cominciano a dare loro la caccia.

## Love & Pet
Mentre le Winx inaugurano il loro negozio di cuccioli fatati, il Love & Pet, riscuotendo immediatamente un enorme successo grazie al sito web ideato da Tecna, che permette ai clienti di ricevere direttamente in casa il loro cucciolo, gli Specialisti e Nabu arrivano a Gardenia per proteggerle dagli stregoni, come ordinato loro da Faragonda. I sei, però, fanno fatica ad adattarsi alla dimensione terrestre e, come se non bastasse, mentre sono a un concerto (tenutosi nel locale del padre di Roxy) Riven e Sky si ingelosiscono delle rispettive ragazze: l'uno vede Musa suonare insieme a un componente della band, mentre Sky malinterpreta un bacio sulla guancia che Bloom dà al suo fidanzato dei tempi del liceo a Gardenia. Questo malinteso genererà una lite in seguito a un attacco degli Stregoni del Cerchio Nero, che comunque non riescono a identificare Roxy.

## Il regalo di Mitzi
Ogron e gli Stregoni del Cerchio Nero entrano di nascosto nel negozio delle Winx e trasformano i cuccioli fatati in mostri: insieme agli Specialisti le fate riescono a riportare tutto alla normalità, ma tra loro e i ragazzi scoppia un nuovo litigio perché gli Specialisti non credono che possano riuscire a cavarsela da sole. Le Winx salvano anche Mitzi, che aveva comprato un cucciolo stregato proprio quella mattina. Innamoratasi di Brandon dopo che il giovane l'ha salvata, la ragazza lo bacia di fronte a Stella e giura che riuscirà a conquistarlo.

## Una fata in pericolo
Le Winx rintracciano l'ultima fata della Terra, Roxy: giunte a casa sua, cercano di farle capire la sua vera identità, ma la ragazza scappa, ritrovandosi in una vecchia fabbrica abbandonata all'interno di un cantiere fuori uso. Qui viene attaccata dagli stregoni, che cercano di rubarle i poteri, ma le Winx riescono a fermarli in tempo. Roxy inizia così a credere alle fate e grazie a lei le Winx ottengono il potere Believix.

## Winx Believix
Le Winx salvano Roxy dagli stregoni e, una volta riportata la ragazza da suo padre, contattano Faragonda. La preside spiega che il Believix ha donato loro tre tipi di ali: le ali del teletrasporto (Zoomix), le ali della conoscenza del passato (Tracix) e le ali della supervelocità (Speedix).

## Il Cerchio Bianco
Roxy racconta alle Winx che una voce misteriosa, la stessa che ha sentito già altre volte e l'ha spronata a combattere contro gli stregoni, le ha detto di seguire i suoi ricordi. Le sette ragazze si recano così a una fattoria nella quale Roxy andava sempre da piccola: qui la fata degli animali trova un potente manufatto, il Cerchio Bianco.

## Nebula
Roxy tiene sempre con sé il Cerchio Bianco, ma un giorno uno spirito di nome Nebula s'impadronisce del corpo della giovane fata, utilizzandola per cercare di eliminare gli stregoni. Le Winx riescono a liberare Roxy dallo spirito e Bloom decide di tenere lei il Cerchio Bianco per non metterla ancora in pericolo.

## La canzone di Musa
Dopo essersi esibita in una canzone sul palco del Frutti Music Bar, il locale del padre di Roxy, Musa viene contattata da Jason Queen, un agente discografico, che le consegna il suo biglietto da visita. Riven, però, è contrariato dal fatto che la sua ragazza possa diventare una stella della musica. Nel frattempo le Winx cercano di far breccia nel cuore degli umani e, dopo un paio i tentativi falliti, salvano dei condomini e il padre di Bloom da un fuoco creato dai maghi del cerchio nero.

## Winx Club per sempre!
I maghi del cerchio nero cercano di catturare Roxy ma vengono fermati dalle Winx, qui Roxy capisce che deve allenare i suoi poteri per raggiungere appieno il suo potenziale. Aisha accetta la proposta di matrimonio di Nabu e, per dirlo alle amiche, le raggiunge al supermercato. Qui le fate riescono a far arrestare dei ladri acrobati dopo aver deciso di tentare un nuovo approccio per far breccia nel cuore degli umani, prendendo esempio dai classici supereroi.

## Papà! Sono una fata!
Roxy fa progressi con la magia dando agli animali fatati e Kiko la possibilità limitata, anche se per un breve periodo. Dopo un confronto con le Winx decide di comunicare al padre di essere una fata, ma Ogron rapisce entrambi e li rinchiude in un magazzino abbandonato con Gantlos a fare da guardia, chiedendo come riscatto il Cerchio Bianco. Artù decide di andare a cercare Roxy e Kiko per aiutarlo a trovare Roxy arruola i cuccioli per affiancare Artù e insieme riescono a trovare il posto in cui la ragazza e Klaus sono rinchiusi. Kiko e i cuccioli per distrarre Anagan mettono in atto un trucco per dare tempo ad Artù di liberare Roxy e Klaus ma Anagan non tarda a scoprire lo stratagemma e li mette all'angolo. Quando Gantlos colpisce Artù, Roxy furente per quanto accaduto al suo amato cane riesce a trasformarsi per la prima volta in fata e dà filo da torcere a Gantlos che a stento riesce a reggere il confronto.

## L'attacco degli stregoni
Mentre le Winx e gli Specialisti combattono contro gli stregoni, Ogron cerca di convincere Roxy a dargli il Cerchio Bianco promettendogli di farla tornare alla sua vita normale. La fata, però, riesce a contrastare lo stregone, il quale capisce che lui e i compagni si stanno indebolendo perché sempre più umani credono nelle fate, e Bloom riesce a sconfiggerli anche se non definitivamente.

## 7: il numero perfetto
Roxy e le Winx indagano su alcuni contrabbandieri di animali e, pur venendo inizialmente catturate, riescono a far capire ai due uomini che stanno sbagliando con il potere Believix.

## Lezioni di magia
Gli stregoni decidono che, per sconfiggere le Winx, devono far credere alla gente che le fate sono criminali. Ogron trasforma quindi Mitzi e due sue amiche in fate oscure, mandandole ad attaccare le Winx al parco, ma Bloom riesce a rompere l'incantesimo. Tornate al Love & Pet, le fate trovano un invito di Jason, il manager di Musa, che chiede alla fata di cantare al suo matrimonio. Ella capisce che tra lei e Jason non ci sarà mai nulla, ma accetta comunque di cantare.

## Un mondo virtuale
Musa e le Winx fondano una band, ottenendo dal padre di Roxy il permesso di fare le prove al Frutti Music Bar. Intanto, la donna che quest'ultima vede nei suoi sogni dice alle fate di nascondere il Cerchio Bianco: Tecna lo mette all'interno del suo videogioco, sorvegliato dai cuccioli e da Kiko. Gli stregoni entrano nel videogioco per impossessarsi del Cerchio, ma falliscono.

## L'isola incantata
Tramite il libro consegnato loro da Faragonda all'inizio dell'anno, le Winx scoprono che le altre fate terrestri sono state rinchiuse molti anni prima dagli stregoni nel loro stesso palazzo sull'isola di Tír na nÓg, prive di poteri, e che per liberarle serve il Cerchio Bianco. Le fate si recano quindi sull'isola e le liberano. Morgana, regina delle fate della Terra che si rivela essere la donna che compariva nei sogni di Roxy, dichiara guerra agli stregoni e agli esseri umani, che non hanno creduto in loro, e chiede alle Winx di unirsi a loro: il gruppo, però, rifiuta.

## La furia della natura
Morgana invia Diana, fata maggiore della Natura, a trasformare Gardenia in una giungla per distruggere gli uomini e chiedere a Roxy di seguire le sue sorelle nella guerra contro gli stregoni. Gli Specialisti vengono catturati, tranne Nabu, che con la sua magia riesce a salvarsi, e le Winx si dirigono nella foresta amazzonica, il regno di Diana, in modo da salvare i loro fidanzati. Per sconfiggere la fata maggiore, però, hanno bisogno dei Doni del Destino, un potenziamento del potere Believix.

## Nel regno di Diana
Le Winx ottengono dalle Fate Eteree il primo Dono del Destino, il Sophix, che permette di essere in perfetta sintonia con la natura. Nabu entra nel palazzo a cercare gli Specialisti, mentre le Winx distraggono le guardie e cercano la fonte del potere di Diana. Durante la lotta, scoprono che alcuni disboscatori stanno distruggendo la foresta, indebolendo Flora e facendola svenire. Bloom la rianima e insieme fanno fuggire i disboscatori. Mentre Flora, Aisha e Musa, andate ad aiutare Nabu, vengono catturate, le altre fate raggiungono il Sacro Germoglio, la fonte del potere di Diana, dove alcuni indigeni si offrono di aiutarle perché hanno cacciato gli umani che stavano distruggendo la foresta. Musa e Riven si ritrovano e si confessano di essersi mancati.

## I Doni del Destino
Bloom, Tecna e Stella pensano che l'unico modo per sconfiggere Diana sia distruggere il Sacro Germoglio, ma così facendo distruggerebbero l'intera natura. Improvvisamente, il fiore comincia ad appassire, ma le Winx lo salvano grazie al Sophix. Diana scioglie quindi l'incantesimo su Gardenia come segno di ringraziamento e promette che cercherà di convincere Morgana a rinunciare alla guerra contro gli umani perché non tutti sono malvagi. Mentre le Winx tornano a Gardenia (dove Riven e Musa sistemano le cose tra loro, e la fata dice allo specialista di essere solo sua), le Fate Eteree consegnano loro il secondo Dono del Destino, il Lovix.

## La caverna di Sibylla
Le Winx s'iscrivono a una gara di canto al Frutti Music Bar, il cui premio è un contratto discografico con Jason Queen. Mentre le ragazze stanno provando, gli stregoni arrivano a chiedere protezione contro le fate guerriere di Morgana, consegnando un Cerchio Nero contenente tutti i loro poteri da dare alla donna in segno di resa. Stella propone di portare gli stregoni da Sibylla, fata maggiore della Giustizia, finché il Cerchio Nero non sarà nelle mani di Morgana. Dopo aver affrontato molti pericoli, le Winx giungono la Grotta della Sibylla, la fata della giustizia accetta di tenere gli stregoni con sé e tentare di curare la strana malattia di Duman, che gli provoca allucinazioni. Tornate a Gardenia, le Winx vincono il concorso musicale.

## La torre gelata
Morgana ordina ad Aurora, fata maggiore del Freddo, di distruggere definitivamente gli uomini liberando sulla Terra il potente incantesimo dello Spirito del Ghiaccio, che congela ogni cosa. Per fermarla, le Winx raggiungono la torre gelata di Aurora, dove Roxy, non avendo il Lovix, rischia di morire per il freddo.

## La prova di Bloom
All'interno della torre gelata, Roxy rischia di morire assiderata per colpa di Nebula. Bloom si fa avanti per salvare la loro nuova amica e propone un duello alla fata maggiore della vendetta: Nebula acconsente e asserisce che, se riuscirà a sconfiggerla, l'incantesimo del ghiaccio si fermerà e Morgana giudicherà in persona gli stregoni, ponendo anche fine alla guerra. Quest'ultima e Aurora assistono allo scontro, al termine del quale Bloom ha la meglio; furiosa, Nebula rompe i patti e distrugge parte della torre gelata scagliandola in direzione della Terra ma è la stessa Aurora, che, allarmata dal fatto che la fata rischi di distruggere la sua dimora, la mette fuori gioco immobilizzandola. Bloom intanto distrugge il gigantesco frammento di ghiaccio ma per lo sforzo sviene e rischia di precipitare, tuttavia Roxy si lancia verso di lei e la salva. Colpita dal coraggio e dalla reciproca fedeltà delle Winx, Morgana afferma che incontrerà gli stregoni e che essi saranno giudicati in un equo processo. Mentre le protagoniste tornano a Gardenia, le Fate Eteree consegnano loro l'ultimo Dono del Destino: il Dono Nero, che ha la capacità di strappare dalla morte una persona e può essere usato un'unica volta da solo una di loro.

## Il giorno della giustizia
Morgana incarica le Winx di portare gli stregoni al suo palazzo per il processo. Duman, però, sta troppo male e le fate decidono che, mentre loro porteranno Ogron, Anagan e Gantlos da Morgana, Nabu cercherà di curarlo. Mentre Nabu usa la sua magia, Duman inizia a trasformarsi in tante creature diverse avendo ormai perso il controllo del suo potere; privo di lucidità, si lascia sfuggire che gli stregoni non hanno mai messo i loro poteri nel Cerchio Nero e che la loro resa faceva solo parte di un piano orchestrato per attirare le fate terrestri in una trappola. Gli Specialisti si affrettano a raggiungere Tír na nÓg per avvertirle, ma è troppo tardi: infatti, quando Morgana riceve il Cerchio Nero e lo mette al dito, si apre un portale verso l'oblio che inizia a risucchiare tutte le fate della Terra. Nabu, nel tentativo di chiudere lo squarcio con la magia, usa tutta la sua forza vitale, ritrovandosi in punto di morte. Aisha invoca il Dono Nero per salvarlo, ma Ogron lo prende e lo usa per far rinascere un fiore rinsecchito, causando la morte di Nabu. Accecata dalla rabbia, la fata dei fluidi passa così dalla parte di Nebula per distruggere gli stregoni per sempre, sconvolgendo le Winx.

## Il segreto di Morgana
Ulteriormente incattivita dal tradimento degli stregoni, Nebula si ribella insieme alle sue seguaci all'autorità di Morgana per dare loro la caccia e poi sfogare la sua vendetta anche sugli esseri umani. Imprigiona così la sovrana in uno specchio e si incorona regina al suo posto. Le Winx entrano nel palazzo superando gli ostacoli posti da Nebula ma non riescono a impedire a quest'ultima di partire per la dimensione Omega, rifugio degli stregoni, insieme alle altre fate e ad Aisha. Roxy, giunta al palazzo con le altre Winx, riesce a liberare Morgana toccando lo specchio magico: la donna le rivela di essere sua madre e che lei è la legittima erede al trono, principessa delle fate della Terra. Il gruppo raggiunge poi la dimensione Omega.

## Ghiaccio e fuoco
Le Winx riescono a congelare gli stregoni con una convergenza, imprigionandoli per sempre nella dimensione Omega. Morgana decide di tornare sulla Terra con la sua famiglia e, in attesa che Roxy sia pronta per salire sul trono, dà il titolo di regina delle fate a Nebula. Arrivate a Gardenia, la donna fa recuperare tutti i loro ricordi a Klaus e la famiglia si riunisce; anche Aisha chiede scusa alle Winx e torna a essere una di loro. Quella sera, le ragazze si esibiscono in concerto al Frutti Music Bar e Roxy decide di frequentare Alfea. Faragonda, giunta sulla Terra per congratularsi con le Winx, comunica loro che, pur non avendo frequentato il quarto anno, sono comunque promosse per tutto quello che sono riuscite a fare e le fate con Roxy tornano finalmente a Magix.